# Czarny Potok Gąsienicowy
Der Czarny Potok Gąsienicowy ist ein rund 1 km langer rechter Zufluss der Sucha Woda Gąsienicowa in der Woiwodschaft Kleinpolen in Polen. Er hat den Charakter eines Hochgebirgsflusses.

## Geografie
Der Fluss hat seine Quelle im Bergsee Czarny Staw Gąsienicowy, durchfließt das Tal Czarna Dolina Gąsienicowy  und mündet in den Gebirgsfluss Sucha Woda Gąsienicowa in der Hohen Tatra. Der ganze Flusslauf befindet sich im Tatra-Nationalpark.

## Name
Der Name lässt sich als „Schwarzbach“ oder „Gąsienica-Schwarzbach“ übersetzen.

## Flora und Fauna
Das Wasser des Czarny Potok Gąsienicowy ist sauber, im Fluss leben Regenbogenforelle, Forelle, Äsche, Groppe und Elritze. Der Fluss fließt zunächst über der Baumgrenze.

## Tourismus
Der Fluss ist über zahlreiche Wanderwege zugängig.

## Flussverlauf

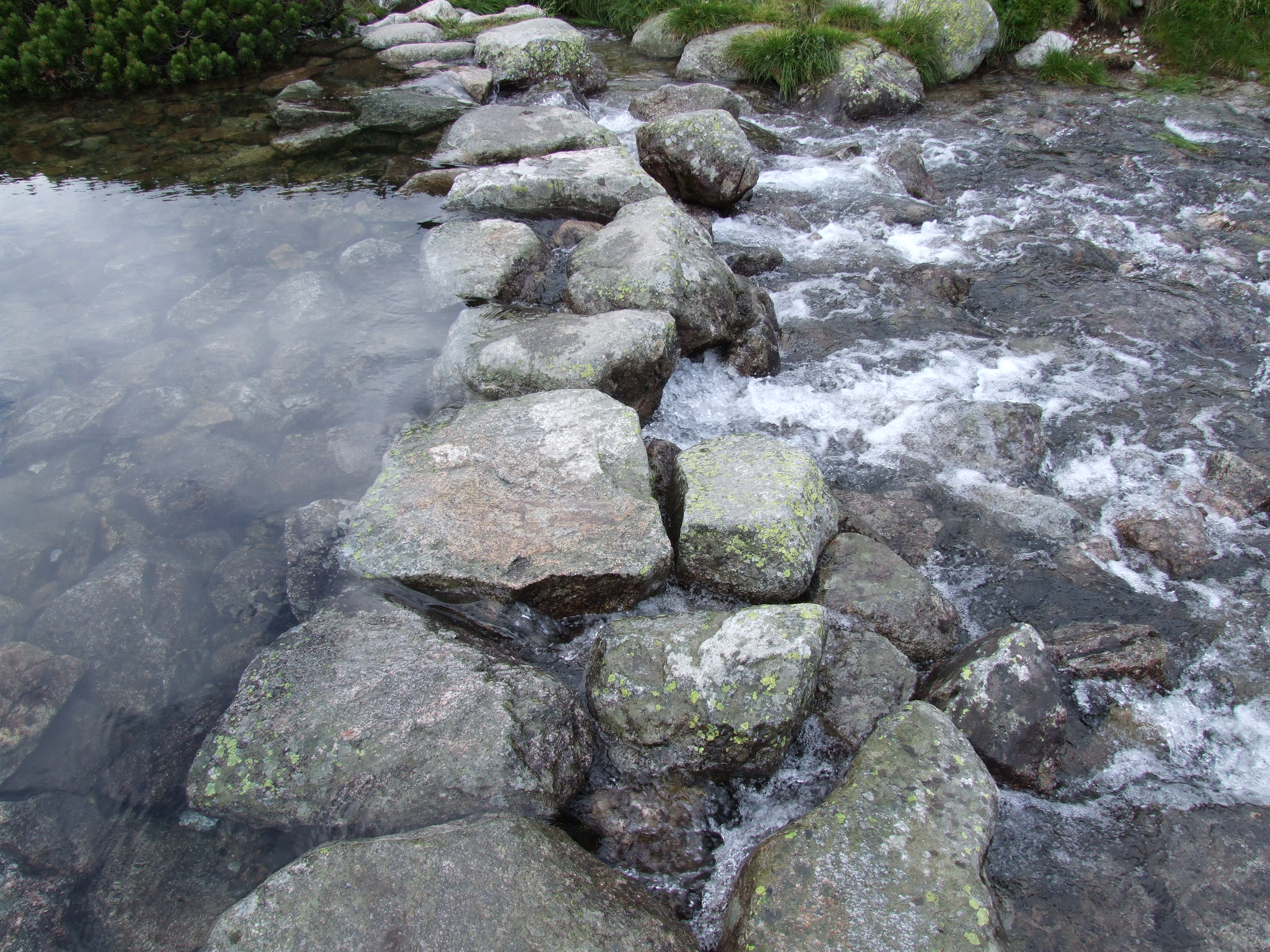
Abfluss
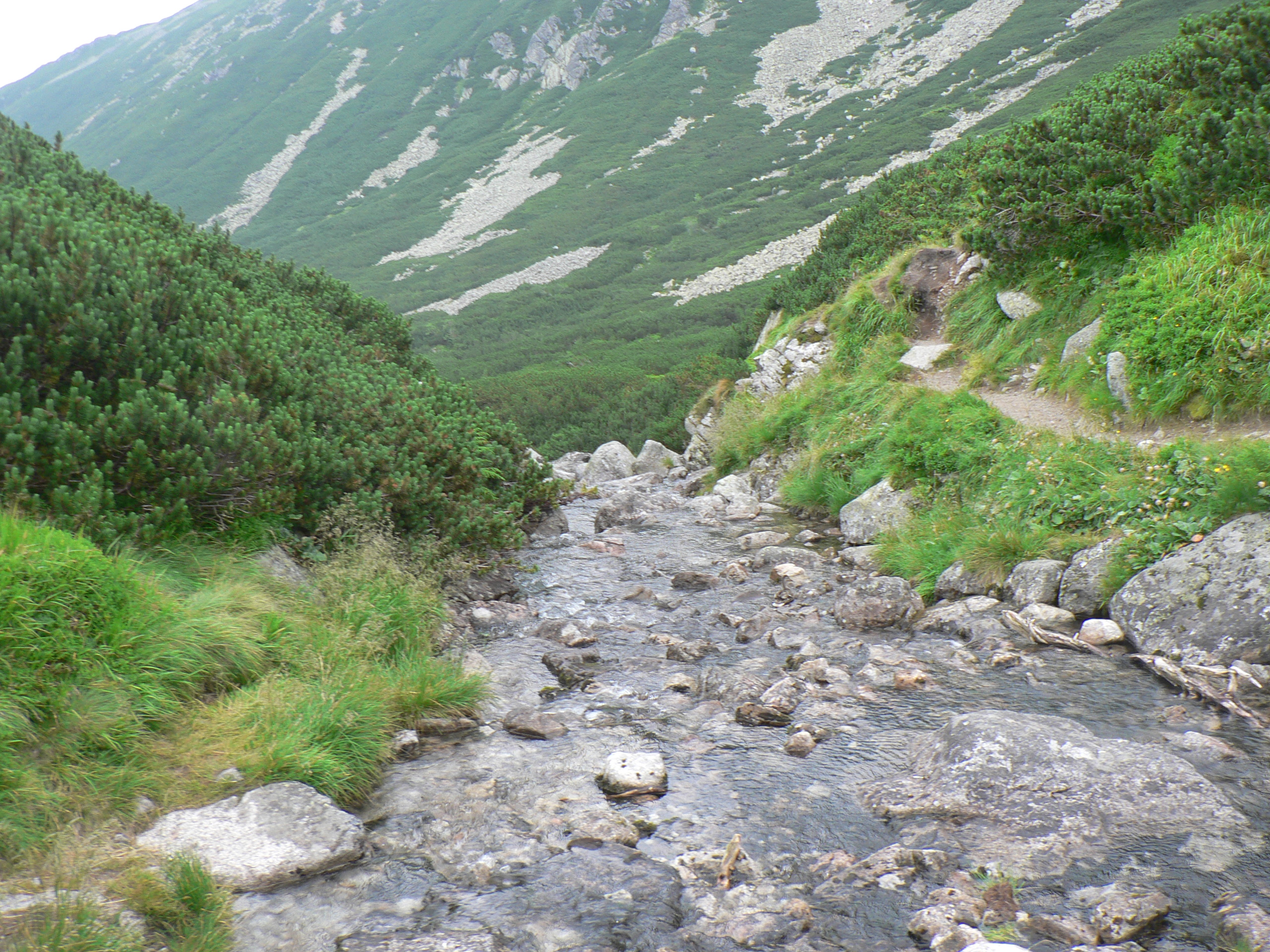
Oberlauf